# آبرفلدی، ویکتوریا
آبرفلدی (به انگلیسی: Aberfeldy) یک شهرک در استرالیا است که در ویکتوریا (استرالیا) واقع شده‌است.